# Лель, Мартин
Мартин Киптоло Лель (англ. Martin Kiptolo Lel, род. 29 октября 1978 года) — кенийский стайер и марафонец.
Профессиональную карьеру начал в 2002 году на Пражском марафоне, на котором он не смог добежать до финиша. В этом же году он занял второе место на Венецианском марафоне с результатом 2:10.02. Трёхкратный победитель Лиссабонского полумарафона (2003, 2006, 2009). В 2003 году стал чемпионом мира по полумарафону. На Олимпийских играх 2008 года занял пятое место на марафонской дистанции — 2:10:24, отстав от бронзового призёра на 24 секунды.

## Достижения
- 3-е место на Бостонском марафоне 2004 года — 2:13.38
- Победитель Лондонского марафона 2005 года — 2:07.26
- 2-е место на Лондонском марафоне 2006 года — 2:06.41
- Победитель Лондонского марафона 2007 года — 2:07.41
- Победитель Нью-Йоркского марафона 2007 года — 2:09.04
- Победитель Лондонского марафона 2008 года — 2:05.15
- 2-е место на Лондонском марафоне 2011 года — 2:05.45